# Michelle Marciniak
Michelle Marie Marciniak (Macungie, 29 ottobre 1973) è un'ex cestista e allenatrice di pallacanestro statunitense, professionista nella ABL e nella WNBA.

## Carriera
Con gli Stati Uniti ha disputato i Campionati americani del 1997.

## Palmarès
- Campionessa NCAA (1996)
- NCAA Basketball Tournament Most Outstanding Player (1996)